# László Nagy (patinage artistique)
Pour les articles homonymes, voir László Nagy.
László Nagy est un patineur artistique hongrois né le 13 août 1927 à Szombathely, en Hongrie, et mort le 11 avril 2005. Sa partenaire en danse sur glace est Marianna Nagy.

## Biographie

### Carrière sportive
Avec Marianna Nagy, il est double médaillé de bronze aux Jeux olympiques, triple médaillé de bronze aux Championnats du monde et double champion d'Europe.

## Palmarès
| Compétition             | 1948 | 1949 | 1950 | 1951 | 1952 | 1953 | 1954 | 1955 | 1956 | 1957 | 1958 |
| Jeux olympiques d'hiver | 7e   |      |      |      | 3e   |      |      |      | 3e   |      |      |
| Championnats du monde   | 7e   | 4e   | 3e   |      |      | 3e   |      | 3e   |      | 7e   |      |
| Championnats d'Europe   | 6e   | 2e   | 1er  |      | 3e   | 2e   |      | 1er  | 2e   | 2e   | 4e   |
| Championnats de Hongrie |      |      | 1er  | 1er  | 1er  |      | 1er  | 1er  | 1er  | 1er  | 1er  |